# 约翰逊 (姓氏)
约翰逊（Johnson），又譯強森、強生、詹森、莊遜，是斯堪的納維亞和英語區常見的姓和地名，源于诺曼语，是约翰的父名形式，義為“约翰之子”。约翰源于希伯来语יוחנן（Yohanan，意为雅威所爱），后演变为希腊语Ἰωάννης（Iōannēs），再演变为拉丁语Johannes。基督教传播之后，由于有施洗者约翰、福音書作者約翰以及近千以约翰为名的圣徒，约翰一名在欧洲极为常见。
约翰逊是英国第10大姓以及美国第二大姓，1990年人口普查顯示，有0.81%的美國人用這個姓氏。

## 人物
- 安德鲁·约翰逊：第17任美國總統
- 林登·约翰逊：第36任美國總統
- 鲍里斯·约翰逊：英国首相
- 納爾遜·詹森：1929至1941年美國駐華大使
- 理查德·M·约翰逊：第9任美国副总统
- 邁克·約翰遜：第56任美國眾議院議長
- 塞繆爾·約翰遜：英國文人，第一部英語字典撰寫者
- 肖恩·约翰逊：美国体操运动员
- 迈克尔·约翰逊：有數位同名運動員
- 本·约翰逊：加拿大短跑运动员
- 埃尔文·约翰逊：前美国职业篮球运动员，曾效力于洛杉矶湖人
- 阿米尔·约翰逊：美国职业篮球运动员，效力于底特律活塞队
- 格伦·约翰逊：英格兰足球运动员，效力于朴茨茅斯
- 威廉·莊臣：有數位同名美國政治人物